# 1491
| 1491               |
| ------------------ |
| Dødsfald - Fødsler |
|                    |

| Gregoriansk kalender | 1491 MCDXCI             |
| Ab urbe condita      | 2244                    |
| Armensk kalender     | 940 ԹՎ ՋԽ               |
| Kinesiske kalender   | 4187 – 4188 庚戌 – 辛亥 |
| Etiopisk kalender    | 1483 – 1484             |
| Jødisk kalender      | 5251 – 5252             |
| Hindukalendere       |                         |
| - Vikram Samvat      | 1546 – 1547             |
| - Shaka Samvat       | 1413 – 1414             |
| - Kali Yuga          | 4592 – 4593             |
| Iransk kalender      | 869 – 870               |
| Islamisk kalender    | 896 – 897               |

Konge i Danmark: Hans 1481-1513
Se også 1491 (tal)

## Født
- 28. juni – Henrik 8. af England, konge af England fra 1509 til 1547
- 24. december? – Ignatius Loyola, grundlægger af jesuiterordenen
- 31. december – Jacques Cartier, bretonsk opdagelsesrejsende